# ЛФГ Роланд D.I
ЛФГ Роланд D.I је немачки ловачки авион који је производила фирма Луфтфарцојг гезелшафт. Први лет авиона је извршен 1916. године. 

Направљено је 60 примерака, али је тада фабрика страдала у пожару и производња је престала.
Највећа брзина авиона при хоризонталном лету је износила 180 km/h.
Практична највећа висина током лета је износила 4500 метара а брзина успињања 166 метара у минути. Распон крила авиона је био 8,90 метара, а дужина трупа 6,80 метара. Празан авион је имао масу од 699 килограма. Нормална полетна маса износила је око 932 килограма. Био је наоружан једним синхронизованим митраљезом ЛМГ 08/15 Шпандау (LMG 08/15 Spandau) калибра 7,92 mm.

## Наоружање
| Наоружање авиона: ЛФГ Роланд   |      |
| Ватрено (стрељачко) наоружање  |      |
| Топ                            |      |
| Митраљез                       |      |
| Број и ознака митраљеза        | 1    |
| Калибар                        | 7,92 |
| Бомбардерско наоружање (бомбе) |      |
| Ракетно наоружање (ракете)     |      |